# 我在雨中等你
《我在雨中等你》（英語：The Art of Racing in the Rain）是2019年美国喜剧剧情片，改编加斯·斯坦创作的2008年小说同名小说，由西蒙·柯蒂斯执导，马克·邦巴克编剧，米洛·文提米利亚、阿曼达·西耶弗里德出演，凯文·科斯特纳配音。
影片于2019年8月9日经二十世纪福斯在剧院发行，获得褒贬不一的口碑，全球票房3300万美元。

## 剧情
在西雅图，黃金獵犬恩佐奄奄一息，它正等待主人丹尼回家。丹尼到家后，发现恩佐已经动弹不得，恩佐开始讲述自己的故事。
多年前，赛车手丹尼买了一只小狗，取名恩佐。此后，丹尼一边教赛车，一边照顾恩佐。一年后，丹尼在杂货店购物时遇到了伊芙，两人一见钟情。
最终，丹尼和伊芙结婚。不过，伊芙的父母麦克斯韦和翠西不赞成丹尼的职业选择，反对两人结婚。不久后，伊芙怀孕，同时丹尼收到彭斯克车队的请柬，邀他参加在戴通纳海滩举行的耐力赛，而比赛的日期临近伊芙的产期。后来，伊芙诞下女兒，取名佐伊，但丹尼没有去看。
几年过去了，一家人和恩佐过着田园诗般的生活，而丹尼长年在外比赛。伊芙出现重病，恩佐闻到她头顶传出阵阵的“烂木头”般难闻气味，后来经过诊断，伊芙罹患脑肿瘤。在治疗期间，伊芙和父母一起生活。在命运的屈服下，伊芙向恩佐坦承，有它的陪伴，自己不再畏惧死亡。麦克斯韦责备丹尼在伊芙生病时不在身边陪伴，扬言要起诉丹尼，剥夺他对佐伊的监护权。愤怒的麦克斯韦一把抓住丹尼，丹尼夺门而去，麦克斯韦摔倒在地上，断了一根肋骨。麦克斯韦抓住上风，他报警，丹尼因涉嫌四级人身侵犯罪被逮捕，失去了对佐伊的监护权90天。如果丹尼输掉案子，就会永远失去对女儿监护权，外加入狱3个月。
丹尼继续赛车，法拉利的代表介绍他在马拉内罗测试新的原型车，然而由于个人原因，丹尼被迫拒绝这份工作。他承诺如果赢得案件，就会接受工作。当天晚些时候，沮丧的丹尼和恩佐一起慢跑。年老体衰的恩佐已经无法跟上丹尼的步伐，它在过街的时候被车子撞到，丹尼赶紧把它送到兽医诊所。所幸，恩佐并无大碍，只不过不久的将来可能会出现髋关节发育不良。
财力和精力都已耗光，丹尼最终同意达成庭外和解，放弃对佐伊的监护权，换取探视权及洗脱人身侵权的指控。然而，恩佐将法律文件咬碎，似乎在说服丹尼继续战斗。庭审当天，感到罪恶的翠西在宣誓下说出事件的实情。最终，丹尼洗脱了罪名，获得了女儿的全部监护权。他打电话给法拉利的代表，同意接受工作。
佐伊生日当天，麦克斯韦和翠西探望丹尼，希望跟他和佐伊修补关系。丹尼原谅了为他佐证的翠西，让他赢回女儿。丹尼也忍住了内心的冲动，原谅了麦克斯韦。于是，丹尼邀请大家参加佐伊的生日派对。
几个星期后，恩佐的健康开始急剧恶化。丹尼意识到恩佐的日子即将到头，于是在自己教赛车的地方，带着恩佐开车兜风。恩佐哀叹自己无法前往意大利或是照顾好家人，但认为自己已经过上了美好的生活。他回想起了一部讲蒙古人的电视纪录片，相信狗会如片中所讲，死后会涅槃重生为人类，恩佐表示期待着自己的新生活。
八年后，已是法拉利车队一名成功的一级方程式赛车车手的丹尼和已经成长为小大人的佐伊生活在意大利。一位年轻的小男孩说是丹尼的粉丝，想要签名。丹尼签名时，发现小男孩就叫恩佐。丹尼笑了，他告诉男孩的父亲想起了他的一个老朋友。他还把自己的电话号码给了男孩父亲，如果男孩准备好了，就会教他赛车。

## 阵容
- 凯文·科斯特纳 饰 恩佐（Enzo，配音）
- 米洛·文提米利亞 饰 丹尼·斯威夫特（Denny Swift）
- 阿曼達·西耶弗里德 饰 艾利·“伊芙”·斯威夫特（Avery "Eve" Swift）
- 凯西·贝克（英语：Kathy Baker） 饰 翠西（Trish）
- 馬丁·多諾萬 饰 麦克斯韦（Maxwell）
- 蓋瑞·科爾 饰 丹·科奇（Dan Kitch），丹尼的主管
- 麦金莱·贝尔彻三世 饰 马克·芬恩（Mark Finn），丹尼律师
- 莉莉·多兹沃思-埃文斯（Lily Dodsworth-Evans）饰 青少年佐伊·斯威夫特（Zoe Swift）
  - 萊恩·基耶拉·阿姆斯特朗 饰 少年佐伊
- 阿尔·萨皮恩扎（Al Sapienza）饰 卢卡·潘托尼（Luca Pantoni），法拉利汽車代表

## 制作
2009年7月，环球影业买下了获奖小说《我在雨中等你》的电影改编权。不过由于未找到合适的导演人选，计划最终搁置。2016年1月，华特迪士尼影业集团购下改编权，影片由尼爾·H·摩里茲经他的Original Film制片公司出品。
2017年，编剧马克·邦巴克透露计划如今落在二十世纪影业手中，他说：“我三次希望这部电影能保持魅力。我很乐观，明年它会最终投入制作。”
主体拍摄于2018年5月9日在温哥华举行。赛车镜头在多伦多拍摄。

## 发行
影片于2019年8月9日上映，由二十世纪福斯发行。DVD和蓝光数字高清版于10月29日由二十世纪福斯家庭娱乐发行。

## 评价

### 票房
北美票房2640万美元，海外票房740万，全球合共3380万。
電影与《地狱厨房》、《朵拉與失落的黃金城》、《在黑暗中說的鬼故事》和《布莱恩·班克斯》同期上映，首周末登陆2700家影院，预计获得600到800万票房。
首日票房300万（含周四晚点映场），最终首周以810万的成绩位列票房榜第六位。次周末票房下跌46%，为440万，位列第十位。

### 专业评价
烂番茄评论115条，腐烂度43%，平均分5.15/10。网站共识写道：“爱狗人士或许难以抗拒它那扣人心弦的序曲，但《我在雨中等你》很婆妈做作。”Metacritic评论31条，平均得分43/100，表示“褒贬不一”。影院评分观众评价“A–”（评级为A+到F），PostTrak评分4.5/5星，推荐度72%。
《星期日泰晤士报》的艾德·波顿（Ed Potton）的评价正面，表示前奏“真的不是很合理，但却从粗野转化到狂野。到最后，我像个婴儿一样嚎啕大哭，还嘲笑影片简直荒谬，在场的其他观众也是。”
《综艺》的彼得·德布鲁格（Peter Debruge）表示：“当然，《我在雨中等你》没有太多惊喜。如果有的话，那就是了解（至少是预测）这部电影的无数悲剧情节如何展开似乎可能增强效果。”
《底特律新闻》的亚当·格雷厄姆（Adam Graham）表示影片“扣人心弦”，“这个人与人之间最好的朋友之间的友谊和陪伴的故事，落入了催泪的陈词滥调中，直接可以写入《令观众飙泪的艺术》手册。”